# Melissoptila
Melissoptila är ett släkte av bin. Melissoptila ingår i familjen långtungebin.

## Dottertaxa tillMelissoptila, i alfabetisk ordning[1]
- Melissoptila albinoi
- Melissoptila aliceae
- Melissoptila amazonica
- Melissoptila argentina
- Melissoptila aurea
- Melissoptila aureocincta
- Melissoptila bahiana
- Melissoptila boliviana
- Melissoptila bonaerensis
- Melissoptila buzzii
- Melissoptila cacerensis
- Melissoptila carinata
- Melissoptila catamarcensis
- Melissoptila chilena
- Melissoptila claudii
- Melissoptila clypeata
- Melissoptila cnecomala
- Melissoptila dama
- Melissoptila desiderata
- Melissoptila ecuatoriana
- Melissoptila fiebrigi
- Melissoptila flaviventris
- Melissoptila fulvonigra
- Melissoptila grafi
- Melissoptila hirsutula
- Melissoptila inducens
- Melissoptila larocai
- Melissoptila marinonii
- Melissoptila micheneri
- Melissoptila mielkei
- Melissoptila minarum
- Melissoptila mirnae
- Melissoptila montanicola
- Melissoptila moureana
- Melissoptila ochromelaena
- Melissoptila ornata
- Melissoptila otomita
- Melissoptila pacifica
- Melissoptila paraguayensis
- Melissoptila paranaensis
- Melissoptila plumata
- Melissoptila pubescens
- Melissoptila renatoi
- Melissoptila richardiae
- Melissoptila sertanicola
- Melissoptila setigera
- Melissoptila sexcincta
- Melissoptila similis
- Melissoptila solangeae
- Melissoptila tandilensis
- Melissoptila thoracica
- Melissoptila trifasciata
- Melissoptila uncicornis
- Melissoptila villosa
- Melissoptila vulpecula